# Alonso Cano (métro de Madrid)
Pour les articles homonymes, voir Canal.
Alonso Cano est une station de la ligne 7 du métro de Madrid, en Espagne. Elle est établie sous l'intersection entre les rues José Abascal et Alonso Cano, dans l'arrondissement de Chamberí.

## Situation sur le réseau
La station se situe entre Canal à l'ouest et Gregorio Marañón à l'est.

## Histoire
La station est ouverte aux voyageurs le 16 octobre 1998, lors de la mise en service d'une nouvelle section de la ligne 7 entre Gregorio Marañón et Canal. Son nom provient de la rue portant le nom d'Alonso Cano (1601-1667), peintre, architecte et sculpteur du Siècle d'or.

## Services aux voyageurs

### Accès et accueil
La station possède deux accès équipés d'escaliers, d'escaliers mécaniques et d'ascenseurs.

### Intermodalité
La station est en correspondance avec les lignes d'autobus n°5 et 12 du réseau EMT.